# Guillemots
Guillemots (oder gUiLLeMoTs) ist eine britische Indie-Rockband, die 2004 gegründet wurde.

## Geschichte
Fyfe Dangerfield hatte bereits einige Jahre Erfahrung im Musikgeschäft, als er im November 2004 die aktuelle Besetzung der Guillemots in London zusammensuchte. Der Name der Band leitet sich von der englischen Bezeichnung für eine Gruppe von Seevögeln (Trottellumme, Common Guillemot) ab.
2005 spielte die Band als Vorgruppe auf Rufus Wainwrights ausverkaufter Tournee durch Großbritannien und veröffentlichte ihre erste EP I Saw Such Things in My Sleep. Zwei weiteren EPs folgte im Juli 2006 das Album Through the Windowpane. Sowohl das Album als auch drei Singleauskopplungen konnten sich in den britischen Charts platzieren.
Zwei Tourneen als Hauptact führten sie im April/Mai sowie Oktober/November 2006 durch Großbritannien. Die Songs werden bei Auftritten oft in geänderter Form gespielt. Bei einem Festival im Oktober 2006 wurden die Musiker bei einigen Liedern sogar von einem Orchester begleitet.
2010 veröffentlichte Dangerfield ein Soloalbum.

## Auszeichnungen
- 2006: Nominierung für den Mercury Music Prize
- 2006: Platz 5 bei Sound of 2006 der BBC[1]

## Mitglieder
- Fyfe Dangerfield (voller Name: Fyfe Antony Dangerfield Hutchins) aus England – Gesang, Keyboard und Gitarre
- MC Lord Magrão aus Brasilien – Gitarre
- Aristazabal Hawkes aus Kanada – Kontrabass
- Greig Stewart (auch als Rican Caol bekannt) aus Schottland – Schlagzeug

Manchmal werden die Guillemots durch die beiden Bläser Alex J. Ward (Altsaxophon) und Christopher Cundy (Sopransaxophon und Bassklarinette) verstärkt.

## Diskografie

### Alben
| Jahr | Titel                  | Höchstplatzierung, Gesamtwochen, AuszeichnungChartsChartplatzierungen (Jahr, Titel, Platzierungen, Wochen, Auszeichnungen, Anmerkungen) | Anmerkungen |
| Jahr | Titel                  | UK | Anmerkungen |
| ---- | ---------------------- | --- | ----------- |
| 2006 | Through the Windowpane | UK17 Gold · (18 Wo.)UK |             |
| 2008 | Red                    | UK9 (6 Wo.)UK |             |
| 2011 | Walk the River         | UK26 (3 Wo.)UK |             |

Weitere Alben
- 2012: Hello Land!

### EPs
- 2005: I Saw Such Things in My Sleep
- 2006: Of the Night
- 2006: From the Cliffs

### Singles
| Jahr | Titel Album                                       | Höchstplatzierung, Gesamtwochen, AuszeichnungChartsChartplatzierungen (Jahr, Titel, Album, Platzierungen, Wochen, Auszeichnungen, Anmerkungen) | Anmerkungen                                    |
| Jahr | Titel Album                                       | UK | Anmerkungen                                    |
| ---- | ------------------------------------------------- | --- | ---------------------------------------------- |
| 2005 | Trains to Brazil Through the Windowpane           | UK36 (4 Wo.)UK | Charteinstieg nach Wiederveröffentlichung 2006 |
| 2006 | Made-Up Lovesong Number 43 Through the Windowpane | UK23 (5 Wo.)UK |                                                |
| 2007 | Annie, Let’s Not Wait Through the Windowpane      | UK27 (3 Wo.)UK |                                                |
| 2008 | Get Over It Red                                   | UK20 (4 Wo.)UK |                                                |
| 2008 | Falling out of Reach Red                          | UK49 (3 Wo.)UK |                                                |

Weitere Singles
- 2005: Trains to Brazil
- 2006: We’re Here